# 岩津町
岩津町（いわづちょう）は、かつて愛知県額田郡にあった町である。
現在の岡崎市の北部にある岩津町、東蔵前、西蔵前町、西阿知和町、東阿知和町、百々町、百々西町、青木町、河原町、鴨田町、寿町、堂前町、松橋町、井ノ口町、大樹寺、大門、薮田、上里などに該当する。

## 沿革
- 江戸時代末期、この地域は岡崎藩領、奥殿藩領、寺社領などであった。
- 1875年（明治8年） - 日影村と丸塚村が合併し、日影村となる。
- 1878年（明治11年） -
  - 上大門村、中大門村、下大門村、大内新田が合併し、大門村となる。
  - 上之里村と東上里村が合併し、上里村となる。
  - 鴨田村と門前村が合併し、鴨田村となる。
  - 上細川村と下細川村が合併し、細川村となる。
- 1884年（明治17年） - 東蔵前村と磯部村が合併し、東蔵前村となる。
- 1889年（明治22年）10月1日 -
  - 岩津村、八ツ木村、西阿知和村、東阿知和村、真福寺村、西蔵前村、東蔵前村、丹坂村、恵田村、駒立村が合併し、岩津村となる。
  - 大樹寺村、大門村、上里村、鴨田村、藪田村、井ノ口村、百々村が合併し、大樹寺村となる。
  - 奥殿村、桑原村、川向村、宮石村、渡通津村、日影村が合併し、奥殿村となる。
  - 細川村、仁木村、奥山田村が合併し、細川村となる。
- 1906年（明治39年）5月1日 - 岩津村、大樹寺村、奥殿村、細川村が合併し、岩津村となる。
- 1928年（昭和3年）5月1日 - 町制施行し、岩津町となる。
- 1955年（昭和30年）2月1日 - 岡崎市に編入される。

## 交通機関
- 名古屋鉄道挙母線[2]
  - 細川駅[3]、八ツ木駅、三河岩脇駅、岩津駅、百々駅、大樹寺駅[4]

戦前には三河鉄道岡崎線（後の挙母線）の門立支線が存在し、細川駅、門立駅が存在した。
岡崎市編入後、旧・岩津町の地域に愛知環状鉄道線大門駅が開業している。

## 教育
- 岩津町立岩津中学校（現・岡崎市立岩津中学校[6]）
- 愛知県立岩津高等学校

## 神社・仏閣
- 岩津天満宮
- 大樹寺
- 真福寺
- 圓福寺

## 史跡
- 奥殿陣屋跡
- 岩津城跡
- 岩津古墳群

## 出身者
- 深津尚子（卓球選手）
- 柴田紘一（岡崎市長）